# Gambatesa
Gambatesa község (comune) Olaszország Molise régiójában, Campobasso megyében.

## Fekvése
A megye délkeleti részén fekszik. Határai: Celenza Valfortore, Macchia Valfortore, Pietracatella, Riccia és Tufara.

## Története
Első említése a 13. századból származik. A következő századokban nemesi birtok volt. A 19. században nyerte el önállóságát, amikor a Nápolyi Királyságban felszámolták a feudalizmust.

## Népessége
A népesség számának alakulása:

## Főbb látnivalói
- San Bartolomeo Apostolo-templom
- San Nicola-templom